# Diocesi di Kildare e Leighlin

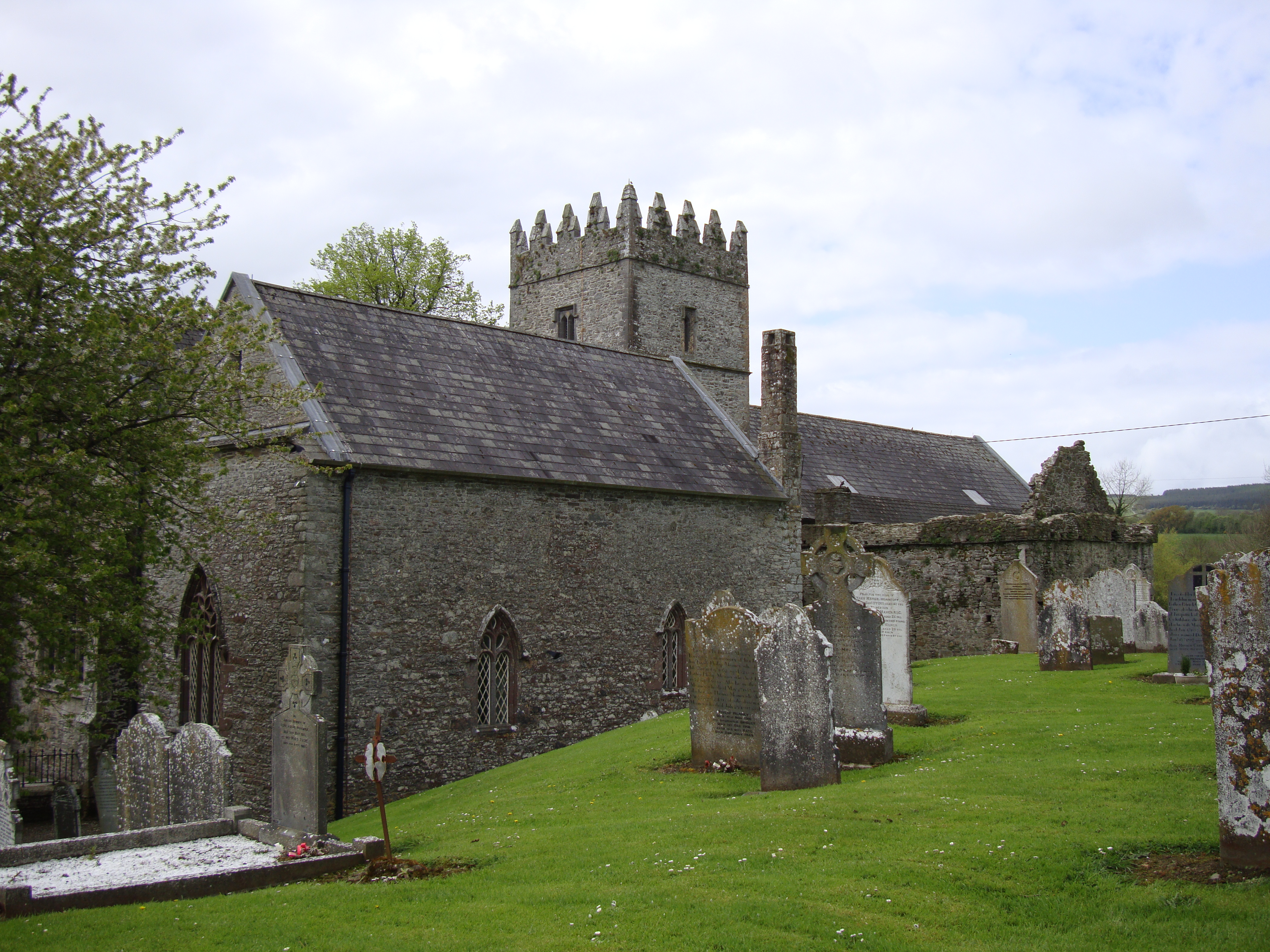
L'antica cattedrale monastica di Leighlin (St Laserian's Cathedral, Old Leighlin), ora appartenente alla Chiesa d'Irlanda.

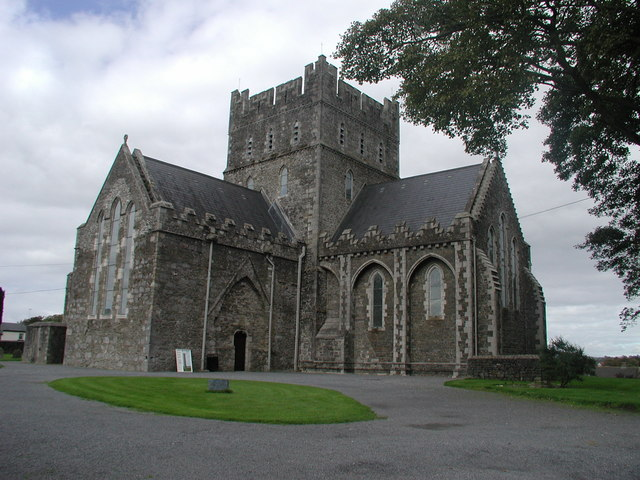
L'antica cattedrale di Kildare (St. Brigid Cathedral), anch'essa appartenente oggi alla Chiesa d'Irlanda.

La diocesi di Kildare e Leighlin (in latino Dioecesis Kildariensis vel Darensis et Leighliensis) è una sede della Chiesa cattolica in Irlanda suffraganea dell'arcidiocesi di Dublino. Nel 2021 contava 256.186 battezzati su 280.446 abitanti. È retta dal vescovo Denis Nulty.

## Territorio
La diocesi comprende per intero la contea di Carlow e parte delle contee di Kildare, Offaly, Laois, Kilkenny, Wexford e Wicklow.
Sede vescovile è la città di Carlow, formalmente parte della diocesi di Leighlin, dove si trova la cattedrale dell'Assunzione di Maria Vergine.
Il territorio si estende su 4.165 km² ed è suddiviso in 56 parrocchie, raggruppate in sette decanati: Borris, Carlow, Kildare, Naas, Portarlington, Port Laoise e Tullow.

## Storia

### Diocesi di Leighlin
La diocesi trae origine dal monastero fondato verso il 600 da san Goban, nella contea di Carlow, che, dopo qualche anno dalla fondazione, lasciò al fratello san Laisren (o Molaise) per ritirarsi a vita eremitica. Laisren fu inviato a Roma nel 631/632 come delegato del sinodo irlandese di Leighlin e qui fu ordinato vescovo da papa Onorio I. Il sinodo adottò per tutta la Chiesa irlandese la data della Pasqua in uso nella Chiesa di Roma.
Il monastero di Leighlin, che nel suo periodo di maggior fulgore ebbe fino a 1.500 monaci, era il centro attorno a cui ruotava la vita religiosa del territorio, e i suoi abati svolgevano le funzioni episcopali, secondo le tradizioni in uso nel primo millennio nella Chiesa irlandese.
In occasione della riorganizzazione della Chiesa irlandese sul modello di quella continentale, nel sinodo di Rathbreasail del 1111 Leighlin divenne una delle 12 diocesi appartenenti alla provincia ecclesiastica di Cashel. Il suo primo vescovo "diocesano" fu Condla O'Flann, morto nel 1113. Il territorio comprendeva anche la parte meridionale del territorio di Dublino e Glendalough nella contea di Kildare.
Nel sinodo di Kells del 1152 furono riviste le province ecclesiastiche irlandesi e Leighlin entrò a far parte della provincia ecclesiastica di Dublino. Il vescovo Dungall O'Kelly intraprese nella seconda metà del XII secolo la costruzione della cattedrale in pietra, in stile gotico, per sostituire la primitiva chiesa di legno.
Harlewin (1201-1216/1217) fu il primo vescovo normanno di Leighlin; saranno normanni o discendenti di famiglie normanne tutti i suoi successori fino al XIV secolo, e solo dal XV secolo cominciano ad apparire nomi di vescovi irlandesi. In una lettera di papa Innocenzo III del 1198 c’è la prima menzione del capitolo dei canonici della cattedrale.
A metà del XIV secolo, due vescovi di Leighlin, William of Saint-Léger († 1348) e John († 1361) morirono alla corte di Avignone. Nel 1414 il vescovo Richard Rocomb fu impossibilitato a risiedere nella sua diocesi per la rivolta degli Irlandesi contro gli Inglesi, e svolse l'ufficio di vescovo ausiliare nelle diocesi inglesi di Exeter e di Salisbury. Lungo tutto il XIV secolo le tensioni fra irlandesi e inglesi resero difficile la vita e l'operato dei vescovi di Leighlin, tutti di origine inglese.
Con l'imporsi dello scisma anglicano la diocesi passò alla Chiesa d'Irlanda, diventando una sede anglicana, e i suoi vescovi nominati dai regnanti inglesi. La Chiesa cattolica perse tutti i suoi beni e le sue chiese, compresa la cattedrale, che passarono ai vescovi anglicani di Leighlin.
La Santa Sede affidò la diocesi a vicari apostolici. Tuttavia nel 1642 fu nominato un nuovo vescovo, Edmund Dempsey, che tuttavia non poté risiedere nella sua diocesi. Alla sua morte la sede rimase vacante, finché, il 5 settembre 1678, a causa della povertà delle sue risorse economiche, venne affidata in amministrazione apostolica a Mark Forstall, vescovo di Kildare. Anche i 4 successori di Forstall furono espressamente nominati amministratori apostolici di Leighlin. Con la nomina di Stephen Dowdal, il 22 dicembre 1733, non si fa più riferimento all'amministrazione apostolica; semplicemente Dowdal fu nominato vescovo di Kildare e Leighlin. Con questa decisione fu sancita de facto l'unione delle due sedi, senza che ci sia mai stato un atto formale in proposito.

### Diocesi di Kildare
Come Leighlin, anche la diocesi di Kildare trae origine da un monastero, chiamato Cell-Dara, fondato da santa Brigida all'inizio del VI secolo; si trattava di un monastero femminile, cui ben presto si aggiunse anche un monastero maschile. È il solo esempio di un monastero doppio nell'Irlanda del VI secolo, e a lungo, dopo la morte della santa fondatrice, il governo era nella mani delle abbadesse, mentre per le celebrazioni liturgiche un monaco veniva consacrato vescovo.
Il primo vescovo-abate di cui si conosce il nome fu san Conlaedo, che sembra sia stato scelto dalla stessa santa Brigida. Le cronache irlandesi tramandano i nomi di una quarantina di abati-vescovi tra VI e XI secolo. In alcuni momenti sembra che ce ne fossero due contemporaneamente, come nei casi di Lomtuill e Snedbran nel 785, e Robertac MacNaserda e Laserdan MacMoctigern nell'874.
In occasione della riorganizzazione della Chiesa irlandese sul modello di quella continentale, nel sinodo di Rathbreasail del 1111 la sede di Cell-Dara fu inclusa tra le diocesi suffraganee di Armagh. Il primo vescovo "diocesano" fu Cormac O'Cathsuigh, morto nel 1146. Nel sinodo di Kells del 1152 furono riviste le province ecclesiastiche irlandesi e Kildare entrò a far parte della provincia ecclesiastica di Dublino.
Fino al termine del XII secolo, i monaci del monastero fondato da santa Brigida costituivano il capitolo della cattedrale. Un capitolo secolare è documentato per la prima volta nel 1232; all’inizio del XIV secolo era costituito da un decano, 4 dignitari e 3 prebendari.
Il primo vescovo anglo-normanno fu Ralph di Bristol (1223-1232), a cui si deve, molto probabilmente, la ricostruzione della cattedrale di Kildare. Tutti i vescovi successivi, fino al termine del Medioevo, furono inglesi o figli di famiglie originarie dell'Inghilterra. Nel corso del XV secolo, più volte la sede rimase senza vescovo, non perché vacante, ma perché in diverse occasioni i vescovi, legittimamente eletti e confermati, preferivano rimanere in Inghilterra come ausiliari di vescovi inglesi. Questo si spiega per la mancanza di risorse economiche; nel 1512 la diocesi rimase vacante per 13 anni propter paupertatem.
Durante lo scisma anglicano, anche a Kildare, come a Leighlin, fu istituita una diocesi anglicana. Il vescovo cattolico Thady Reynolds, nominato nel 1540, riconobbe l'autorità del re Enrico VIII e fu deposto dalla Santa Sede. Solo nel 1555 si poté nominare un nuovo vescovo cattolico, Thomas Leverus, trasferito dalla sede di Leighlin. Questi si rifiutò di sottoscrivere l'atto di supremazia e fu costretto alla fuga dalla regina Elisabetta I.
Dopo Thomas Leverus la diocesi rimase praticamente vacante per un secolo, eccetto il periodo di Roche MacGeoghegan (1629-1641), e fu governata da vicari apostolici. Nel 1678 al vescovo Mark Forstall fu affidata in amministrazione la diocesi di Leighlin; i vescovi di Kildare rimasero amministratori di Leighlin fino al 1733, quando le due diocesi furono unite, benché non ci fu mai un atto formale in proposito.

### Diocesi di Kildare e Leighlin
Nel 1809 fu celebrato un sinodo nazionale a Tullow, che condannò gli scritti di Jean-Baptiste Blanchard.
Nella prima metà dell'Ottocento i vescovi trasferirono la loro sede da Kildare, diventato un piccolo borgo di campagna, a Carlow, dove fu dato avvio alla costruzione di una nuova cattedrale, consacrata e aperta al pubblico dal vescovo James Doyle il 29 novembre 1833. Fu anche eretto un seminario diocesano, il St Patrick College, il primo aperto in Irlanda dopo il concilio di Trento.

## Cronotassi dei vescovi
Si omettono i periodi di sede vacante non superiori ai 2 anni o non storicamente accertati.

### Vescovi di Leighlin
- San Goban † (prima del 626 - 630 deceduto)
- San Laserian (o Molaise) † (circa 632 - 18 aprile 638 o 639 deceduto)
- San Manchin † (prima dell'863 - 865 deceduto)
- Condla MacDonegan † (? - 943 deceduto)
- Daniel † (? - 969 deceduto)
- Cleirec O'Muinic † (? - 1048 deceduto)
- Condla O'Flann † (? - 1113 deceduto)
- Sluagad O'Cathan † (? - 1144 deceduto)
- Dungall O'Kelly † (menzionato nel 1152)
- Donat † (1158 - 1185 deceduto)[2]
- John, O.Cist. † (8 settembre 1198 - circa 1201 deceduto)
- Harlewin, O.Cist. † (1201 - 1216 o 1217 deceduto)
- Richard (o Robert) Fleming † (1217 consacrato - 1226 deceduto)
- William † (1227 - 1252 deceduto)
- Thomas † (7 gennaio 1253 - 25 aprile 1275 deceduto)
- Nicholas Cheevers † (28 settembre 1276 - 20 luglio 1309 deceduto)
- Maurice de Blancheville † (11 novembre 1309 - 1320 deceduto)
- Miler le Poer † (5 novembre 1320 - circa 1341 deceduto)
- Ralph O'Kelly, O.Carm. † (6 febbraio 1344 - ?)
- William of Saint-Léger † (? - maggio 1348 deceduto)
- Thomas de Brakenberg, O.F.M. † (20 marzo 1349 - luglio 1360 deceduto)
- John † (1360 - 1361 deceduto)
  - William † (14 gennaio 1362 - 1362 deceduto) (vescovo eletto)
- John Young † (20 febbraio 1363 - 1370 deceduto)
- Philip Petri, O.P. † (3 marzo 1371 - ?)
- John Griffin † (agosto 1385 - 14 maggio 1400 nominato vescovo di Ossory)
- Richard Rocomb, O.P. † (1º ottobre 1400 - circa 1419 dimesso)
- John Mulgan † (5 luglio 1419 - 1431 deceduto)
- Thomas Fleming, O.F.M. † (28 aprile 1431 - circa 1458 deceduto)
- Dermod †
- Milo Roche † (3 febbraio 1464 - 1483 ? deceduto)
- John Caroys? † (10 ottobre 1483 - ? deceduto)
- Galcerandus de Andrea, O.F.M. ? † (15 novembre 1484 - ?)
- Nicholas Maguire † (21 aprile 1490 - 1512 deceduto)
- Thomas Hulsay † (20 maggio 1513 - 1521 deceduto)
- Maurice Doran, O.P. † (19 gennaio 1524 - 1525 deceduto)
- Matthew Sanders † (10 aprile 1527 - 24 dicembre 1549 deceduto)[3]
- Thomas Leverus † (24 novembre 1541 - 1555 nominato vescovo di Kildare)
- Thomas Offilay, O.E.S.A. † (27 marzo 1555 - circa 1572 dimesso)[4]
- William Ephilii †
- Francisco Ribera, O.F.M. † (11 settembre 1587 - 1604 deceduto)
  - Sede vacante (1604-1642)
- Edmund Dempsey, O.P. † (10 marzo 1642 - 1661 deceduto)
  - Sede vacante (1661-1678)
  - Sede data in amministrazione ai vescovi di Kildare (1678-1733)

### Vescovi di Kildare
- San Conlaedo † (490 consacrato - 3 maggio 519 deceduto)
- Sant'Aed † (? - 10 maggio 638 deceduto)
- Lochen Mean † (? - 12 giugno 694 deceduto)
- Farannan † (? - 697 deceduto)
- Maeldoborcon † (? - 19 febbraio 708 deceduto)
- Tola † (? - 3 marzo 732 deceduto)
- Dimac (o Modimoc) † (? - 743 deceduto)
- Cathald O'Forannan † (? - 747 deceduto)
- Eichtingius † (? - 756 deceduto)
- Anonimo † (? - 766 deceduto)
- Lomtuill † (? - 782 o circa 785 deceduto)
- Snedbran † (? - 785 deceduto)
- Muredach O'Cathald † (785 - 785 deceduto)
- Eudochius O'Diocholla † (? - 793 deceduto)
- Foelan O'Kellach † (? - 799 deceduto)
- Lactan O'Muctigern † (? - 813 deceduto)
- Murtach O'Kellach † (? - 820 deceduto)
- Siedhuil O'Feradach † (? - 828 deceduto)
- Tuadcar † (? - 830 o 833 deceduto)
- Orthanach † (? - 837/840 deceduto)
- Aedgene Brito † (? - 18 dicembre 862 deceduto)
- Cobhthac O'Muredach † (? - 868 deceduto)
- Moengal † (? - 870 deceduto)
- Robertac MacNaserda † (? - 15 gennaio 874 deceduto)
- Laserdan MacMoctigern † (? - 874 deceduto)
- Suibne O'Fianachta † (? - 878 od 880 deceduto)
- Scannail † (? - 881 od 884 deceduto)
- Largisius MacCronin † (? - 885 deceduto)
- Flanagan O'Regan † (? - 920 deceduto)
- Crunmoel Borth † (? - 11 dicembre 929 deceduto)
- Maelfinan † (? - 949 o 950 deceduto)
- Culean MacKellach † (? - 953 deceduto)
- Mured MacFoelan † (? - 965 deceduto)
- Anmcaid † (? - 981 deceduto)
- Murechad MacFlan † (? - 985 deceduto)
- Moel Martin † (? - 1028 o 1030 deceduto)
- Moelbrigid † (? - 1042 deceduto)
- Fin MacGussan † (? - 1085 deceduto)
- Moelbrigid O'Brolcain † (? - 1096 deceduto)
- Ferdomnach † (1096 - 1096 dimesso)
- Aid O'Heremon † (? - 1100 deceduto)
- Ferdomnach † (1100 - 1102 deceduto) (per la seconda volta)
- MacDongael † (? - 1108 deceduto)
- Cormac O'Cathsuigh † (? - 1146 deceduto)
- O'Dubhin † (? - 1148 deceduto)
- Finian MacTiarcain O'Gorman † (1148 - 1160 deceduto)[5]
- Malachias O'Byrn † (1160 - 1º gennaio 1175 o 1177 deceduto)
- Nehemias † (1177 - 1195 deceduto)
- Cornelius MacGelany † (1206 consacrato - prima di marzo 1223 deceduto)
- Ralph di Bristol † (12 marzo 1223 - 24 agosto 1232 deceduto)
- John di Taunton † (6 agosto 1233 - circa 22 giugno 1258 deceduto)
- Simon di Kilkenny † (ottobre 1258 - 20 aprile 1272 deceduto)
- Nicholas Cusack, O.F.M. † (27 novembre 1279 - 5 settembre 1299 deceduto)
- Walter le Veele † (gennaio 1300 - circa 29 novembre 1332 deceduto)
- Richard Hulot † (13 ottobre 1335 - 24 gennaio 1352 deceduto)
- Thomas Giffard † (31 dicembre 1352 - 25 settembre 1365 deceduto)
- Robert of Aketon, O.E.S.A. † (2 maggio 1366 - prima di aprile 1404 dimesso)[6]
- John Madock † (9 aprile 1404 - prima di luglio 1431 deceduto)
- William FitzEdward † (8 agosto 1431 - aprile 1446 deceduto)
- Geoffrey Hereford, O.P. † (23 agosto 1447 - 1464 deceduto)[7]
- Richard Lang † (prima di agosto 1464 - 1474 deceduto)
- David Conel † (28 luglio 1474 - 1474 o 1475 deceduto)
- James Wale, O.F.M. † (5 aprile 1475 - ? dimesso)
- Edmund Audley † (? - 7 luglio 1480 nominato vescovo di Rochester)[8]
- Edward Lane † (7 luglio 1480 - 1513 o 1522 deceduto)[9]
  - Sede vacante (1513 o 1522 - 1526)
- Thomas Dillon † (24 agosto 1526 - ?)
- Walter Wellesley, O.S.A. † (1º luglio 1529 - settembre od ottobre 1539 deceduto)
- Donald O'Beachan, O.F.M. † (16 luglio 1540 - agosto 1540 deceduto)
- Thady Reynolds † (11 novembre 1540 - ?)
- Thomas Leverus † (30 agosto 1555 - 1577 deceduto[10])
  - Sede vacante (1577-1629)
- Roche MacGeoghegan, O.P. † (12 febbraio 1629 - 1641 o 1644 deceduto)
  - Sede vacante (1641/1644-1676)
- Mark Forstall, O.S.A. † (30 giugno 1676 - 7 febbraio 1683 deceduto)
- Edward Wesley † (2 agosto 1683 - circa 1691 o 1693 deceduto)
- John Dempsy † (8 febbraio 1694 - circa 1707 deceduto)
  - Sede vacante (circa 1707-1715)
- Edward Murphy † (11 settembre 1715 - 1º settembre 1724 nominato arcivescovo di Dublino)
- Bernard Dunne † (16 dicembre 1724 - prima del 4 settembre 1733 deceduto)

### Vescovi di Kildare e Leighlin
- Stephen Dowdal † (22 dicembre 1733 - prima del 21 aprile 1737 deceduto)
- James O'Gallagher † (18 maggio 1737 - circa maggio 1751 deceduto)
- James O'Keeffe † (19 gennaio 1752 - 18 settembre 1787 deceduto)
- Daniel Delany † (18 settembre 1787 succeduto - 19 luglio 1814 deceduto)
- Michael Corcoran † (20 marzo 1815 - 23 febbraio 1819 deceduto)
- James Doyle, O.S.A. † (27 agosto 1819 - 15 giugno 1834 deceduto)
- Edward Nolan † (8 agosto 1834 - 14 ottobre 1837 deceduto)
- Francis Healy † (10 gennaio 1838 - 19 agosto 1855 deceduto)
- James Walshe † (18 febbraio 1856 - 5 marzo 1888 deceduto)
- James Lynch, C.M. † (5 marzo 1888 succeduto - 19 dicembre 1896 deceduto)
- Patrick Foley † (19 dicembre 1897 succeduto - 24 luglio 1926 deceduto)
- Matthew Cullen † (25 marzo 1927 - 2 gennaio 1936 deceduto)
- Thomas Keogh † (8 agosto 1936 - 25 settembre 1967 ritirato[11])
- Patrick Lennon † (25 settembre 1967 - 10 dicembre 1987 dimesso)
- Laurence Ryan † (10 dicembre 1987 succeduto - 4 giugno 2002 dimesso)
- James Moriarty † (4 giugno 2002 - 22 aprile 2010 dimesso)
  - Sede vacante (2010-2013)
- Denis Nulty, dal 7 maggio 2013

## Statistiche
La diocesi nel 2021 su una popolazione di 280.446 persone contava 256.186 battezzati, corrispondenti al 91,3% del totale.
| anno | popolazione | popolazione | popolazione | presbiteri | presbiteri | presbiteri | presbiteri                | diaconi | religiosi | religiosi | parrocchie |
| anno | battezzati  | totale      | %           | numero     | secolari   | regolari   | battezzati per presbitero | diaconi | uomini    | donne     | parrocchie |
| ---- | ----------- | ----------- | ----------- | ---------- | ---------- | ---------- | ------------------------- | ------- | --------- | --------- | ---------- |
| 1950 | 122.936     | 132.091     | 93,1        | 222        | 143        | 79         | 553                       |         | 176       | 675       | 50         |
| 1970 | 130.300     | 137.000     | 95,1        | 242        | 148        | 94         | 538                       |         | 250       | 612       | 51         |
| 1980 | 155.000     | 162.000     | 95,7        | 232        | 141        | 91         | 668                       |         | 217       | 484       | 54         |
| 1990 | 167.025     | 176.313     | 94,7        | 236        | 139        | 97         | 707                       |         | 212       | 385       | 55         |
| 1999 | 171.194     | 183.187     | 93,5        | 212        | 123        | 89         | 807                       |         | 143       | 363       | 56         |
| 2000 | 181.807     | 192.759     | 94,3        | 205        | 126        | 79         | 886                       |         | 128       | 337       | 56         |
| 2001 | 183.105     | 194.683     | 94,1        | 215        | 128        | 87         | 851                       |         | 129       | 332       | 56         |
| 2002 | 185.581     | 196.846     | 94,3        | 213        | 124        | 89         | 871                       |         | 126       | 334       | 56         |
| 2003 | 190.068     | 203.386     | 93,5        | 160        | 117        | 43         | 1.187                     | 5       | 69        | 280       | 56         |
| 2004 | 191.222     | 204.204     | 93,6        | 157        | 114        | 43         | 1.217                     |         | 70        | 296       | 56         |
| 2006 | 205.185     | 220.427     | 93,1        | 192        | 114        | 78         | 1.068                     |         | 102       | 301       | 56         |
| 2013 | 240.900     | 256.600     | 93,9        | 172        | 97         | 75         | 1.400                     |         | 143       | 269       | 56         |
| 2016 | 256.213     | 273.921     | 93,5        | 169        | 95         | 74         | 1.516                     | 8       | 91        | 210       | 56         |
| 2019 | 262.250     | 286.360     | 91,6        | 123        | 107        | 16         | 2.132                     | 8       | 37        | 173       | 55         |
| 2021 | 256.186     | 280.446     | 91,3        | 107        | 99         | 8          | 2.394                     | 11      | 25        | 131       | 56         |

### Per la sede di Kildare
- (FR)  Roger Aubert, v. Kildare, Dictionnaire d'histoire et de géographie ecclésiastiques, vol. XXIX, Paris, 2007, coll. 9-14
- (LA)  Pius Bonifacius Gams, Series episcoporum Ecclesiae Catholicae, Graz, 1957, vol. I, pp. 222–223; vol. II, p. 69
- (LA)  Konrad Eubel, Hierarchia Catholica Medii Aevi, vol. 1, p. 222; vol. 2, pp. XXII, 142-143; vol. 3, p. 185; vol. 4, p. 212; vol. 5, pp. 231–232; vol. 6, p. 248
- (EN)  Henry Cotton, The Succession of the Prelates and Members of the Cathedral Bodies of Ireland. Fasti ecclesiae Hiberniae, Vol. 2, The Province of Leinster, Dublin, Hodges and Smith, 1848, pp. 222–230

### Per la sede di Leighlin
- (FR)  Roger Aubert, v. Leighlin, Dictionnaire d'histoire et de géographie ecclésiastiques, vol. XXXI, Paris, 2015, coll. 283-285
- (LA)  Pius Bonifacius Gams, Series episcoporum Ecclesiae Catholicae, Graz, 1957, vol. I, pp. 226–227
- (LA)  Konrad Eubel, Hierarchia Catholica Medii Aevi, vol. 1, p. 300; vol. 2, pp. XXVII, 175; vol. 3, p. 222; vol. 4, p. 218; vol. 5, p. 240
- (EN)  Henry Cotton, The Succession of the Prelates and Members of the Cathedral Bodies of Ireland. Fasti ecclesiae Hiberniae, Vol. 2, The Province of Leinster, Dublin, Hodges and Smith, 1848, pp. 381–387